# Digamasellidae
Famille
Les Digamasellidae Evans, 1957 sont une famille d'acariens Mesostigmata. Elle contient cinq genres et près de 200 espèces.

## Classification
Dendrolaelapinae Hirschmann, 1960
- Dendrolaelaps Halbert, 1915
  - Dendrolaelaps Apophyseodendrolaelaps Hirschmann & Wisniewski, 1982
  - Dendrolaelaps Cornodendrolaelaps Hirschmann & Wisniewski, 1982
  - Dendrolaelaps Daeleidendrolaelaps Wisniewski & Hirschmann, 1990
  - Dendrolaelaps Dendrolaelaps Halbert, 1915
  - Dendrolaelaps Dendrolaelaspis Lindquist, 1975
  - Dendrolaelaps Disetodendrolaelaps Hirschmann & Wisniewski, 1982
  - Dendrolaelaps Duplodendrolaelaps Wisniewski & Hirschmann, 1991
  - Dendrolaelaps Epistodendrolaelaps Hirschmann & Wisniewski, 1982
  - Dendrolaelaps Foveodendrolaelaps Hirschmann & Wisniewski, 1982
  - Dendrolaelaps Insectolaelaps Shcherbak, 1980
  - Dendrolaelaps Ipidodendrolaelaps Hirschmann & Wisniewski, 1982
  - Dendrolaelaps Luxtondendrolaelaps Wisniewski & Hirschmann, 1989
  - Dendrolaelaps Majestidendrolaelaps Wisniewski & Hirschmann, 1989
  - Dendrolaelaps Monodendrolaelaps Wisniewski & Hirschmann, 1989
  - Dendrolaelaps Multidendrolaelaps Hirschmann, 1974
  - Dendrolaelaps Oligodentatus Shcherbak, 1980
  - Dendrolaelaps Pontiolaelaps Luxton, 1984
  - Dendrolaelaps Presepodendrolaelaps Hirschmann & Wisniewski, 1982
  - Dendrolaelaps Punctodendrolaelaps Hirschmann & Wisniewski, 1982
  - Dendrolaelaps Sellnickidendrolaelaps Hirschmann & Wisniewski, 1982
  - Dendrolaelaps Stanidendrolaelaps Wisniewski & Hirschmann, 1993
  - Dendrolaelaps Xylodendrolaelaps Wisniewski & Hirschmann, 1993
- Dendroseius Karg, 1965
- Longoseius Chant, 1961
  - Longoseius Longoseiulus Lindquist, 1975
  - Longoseius Longoseius Chant, 1961
- Multidendrolaelaps Hirschmann, 1974

Digamasellinae Evans, 1957
- Digamasellus Berlese, 1905 synonyme Tridendrolaelaps Hirschman, 1974